# Jérémie Vaubaillon
Pour les articles homonymes, voir Vaubaillon.
Jérémie Vaubaillon, né en 1976, est un astronome français.

## Biographie
Jérémie J. Vaubaillon est un astronome français qui travaille à l'IMCCE au sein de l'observatoire de Paris. Parmi ses activités, il travaille sur les prévisions de l'activité météoritique des principaux essaims de météorites, dans ce champ il est reconnu comme l'un des meilleurs spécialistes mondiaux. Il est membre de l'Union astronomique internationale.

## Publications
(novembre 2018).
- Demonstration of gaps due to Jupiter in meteoroid streams. What happened with the 2003 Pi-Puppids ? (2005)[3]
- A new method to predict meteor showers (2005)[4]
- THEORETICAL MODELING OF THE SPORADIC METEOR COMPLEX. (2008)[5]
- 2008 ED69 AND KAPPA CYGNIDS (2008)[6]
- Long term integration of meteoroid streams (2009)[7]
- MINOR PLANET 2002 EX12 (=169P/NEAT) AND THE ALPHA CAPRICORNID SHOWER (2010)[8]
- OBSERVATIONAL EVIDENCE FOR AN IMPACT ON THE MAIN-BELT ASTEROID (596) SCHEILA (2011)[9]
- Association of individual meteors with their parent bodies (Research Note) (2012)[10]
- (FRIPON) FIREBALL RECOVERY AND INTERPLANETARY MATTER OBSERVATION NETWORK. (2012)[11]
- The meteor dedicated CAmera for BEtter Resolution NETwork (CABERNET) (2012)[12]
- Call for observation of asteroid 2012 FZ23 and its association with southern meteor shower (2012)[13]
- A study to improve the past orbit of comet C/1917 F1 (Mellish) on the basis of its observed meteor showers (2016)[14].

## Récompenses
- En 2013, Jérémie Vaubaillon a reçu la médaille de bronze du CNRS[15].

## Hommage
- L'astéroïde (82896) Vaubaillon[16] lui a été dédié.